# Pucice
Pucice (do 1945 Oberhof) – wieś w północno-zachodniej Polsce położona w województwie zachodniopomorskim, w powiecie goleniowskim, w gminie Goleniów.
W latach 1975–1998 miejscowość administracyjnie należała do województwa szczecińskiego.

## Geografia
Wieś położona na skraju Równiny Goleniowskiej i Doliny Dolnej Odry, przy drodze łączącej Rurzycę ze Szczecinem, ok. 15 km na południowy zachód od Goleniowa. 

## Historia
Pierwsza wzmianka datowana jest na wiek XVIII, kiedy to założono tutaj osadę, która jednak nie przetrwała długo. Dopiero na początku XX wieku postawiono tu folwark, który posiadał ok. 125 ha ziemi uprawnej i łąk. Znajdował się tutaj także cmentarz. Zespół folwarczny został zniszczony po II wojnie światowej. 
Zabudowa wsi pochodzi z okresu powojennego i są to głównie wielorodzinne domy mieszkalne. Po transformacji roku 1989 powstały również w dużej liczbie nowe domy jednorodzinne. Wieś rozrasta się w stronę Załomia i Czarnej Łąki, stanowiąc obszar przedmieść miasta Szczecina.  W ostatnich latach powstało Osiedle Wrzosowe (liczące 50 domów) w południowej części wsi. Kolejną inwestycją jest nowo powstające Osiedle Stokrotki, które będzie liczyło 30 domów. 
W 2009 roku połączono osadę Pucice oraz kolonię Pucice-Kolonia w jedną miejscowość o statusie wsi i nazwie Pucice.

## Demografia
Wieś Pucice ma 556 mieszkańców (2011), z czego 48,6% stanowią kobiety, a 51,4% mężczyźni. W latach 1998–2011 liczba mieszkańców wzrosła o 169,9%. Współczynnik feminizacji we wsi wynosi 94 i jest znacznie mniejszy od współczynnika feminizacji dla województwa zachodniopomorskiego oraz znacznie mniejszy od współczynnika dla całej Polski.
64,6% mieszkańców wsi Pucice jest w wieku produkcyjnym, 24,5% w wieku przedprodukcyjnym, a 11,0% mieszkańców jest w wieku poprodukcyjnym. Na 100 osób w wieku produkcyjnym przypada we wsi Pucice 54,9 osób w wieku nieprodukcyjnym. Ten wskaźnik obciążenia demograficznego jest więc znacznie mniejszy od wskaźnika dla województwa zachodniopomorskiego oraz znacznie mniejszy od wskaźnika obciążenia demograficznego dla całej Polski.
Ludność:
- 556 mieszkańców (2011)
- 495 mieszkańców (2009)
- 414 mieszkańców (2002)
- 206 mieszkańców (1998)

## Gospodarka
We wsi Pucice w roku 2017 w rejestrze REGON zarejestrowanych było 75 podmiotów gospodarki narodowej, z czego 64 stanowiły osoby fizyczne prowadzące działalność gospodarczą. W tymże roku zarejestrowano 12 nowych podmiotów, a 7 podmiotów zostało wyrejestrowanych. Na przestrzeni lat 2009-2017 najwięcej (12) podmiotów zarejestrowano w roku 2017, a najmniej (2) w roku 2014. W tym samym okresie najwięcej (10) podmiotów wykreślono z rejestru REGON w 2013 roku, najmniej (0) podmiotów wyrejestrowano natomiast w 2010 roku.
Według danych z rejestru REGON wśród podmiotów posiadających osobowość prawną we wsi Pucice najwięcej (4) jest stanowiących spółki handlowe z ograniczoną odpowiedzialnością. Analizując rejestr pod kątem liczby zatrudnionych pracowników można stwierdzić, że najwięcej (72) jest mikro-przedsiębiorstw, zatrudniających 0 - 9 pracowników.
2,7% (dwa) podmiotów jako rodzaj działalności deklarowało rolnictwo, leśnictwo, łowiectwo i rybactwo, jako przemysł i budownictwo swój rodzaj działalności deklarowało 33,3% (25) podmiotów, a 64,0% (48) podmiotów w rejestrze zakwalifikowana jest jako pozostała działalność.
Wśród osób fizycznych prowadzących działalność gospodarczą we wsi Pucice najczęściej deklarowanymi rodzajami przeważającej działalności są Budownictwo (20.3%) oraz Handel hurtowy i detaliczny; naprawa pojazdów samochodowych, włączając motocykle (18,8%).

## Komunikacja
We wsi znajduje się przystanek PKS. 
Przez wieś Pucice nie przechodzi żadna linia kolejowa wykorzystywana do ruchu pasażerskiego lub towarowego. Najbliższa linia kolejowa w promieniu 10 km: 
Linia kolejowa nr 401: Szczecin Dąbie SDB - Świnoujście Port (Szczecin Dąbie - Szczecin Dąbie Osiedle - Szczecin Załom - Kliniska - Rurka - Goleniów - Białuń - Łożnica - Rokita - Wysoka Kamieńska - Parłówko - Troszyn - Recław - Wolin Pomorski - Mokrzyca Wielka - Ładzin - Warnowo - Międzyzdroje - Lubiewo - Świnoujście Przytór - Świnoujście Warszów - Świnoujście - Świnoujście Port)
W okolicach wsi Glewice (ok. 25 km od Pucic) znajduje się port lotniczy Szczecin-Goleniów.

## Sport
W Pucicach znajduje się prywatny ośrodek strzelectwa sportowego. 
W latach 1994–2009 swoją siedzibę i boisko miał tutaj A-klasowy klub piłkarski „Strzelcy” Pucice.

## Turystyka
Okolice wsi to leśne tereny, stanowiące atrakcję dla grzybiarzy i turystów oraz łąki i pastwiska. Niedaleko znajduje się kąpielisko nad jeziorem Dąbie w Czarnej Łące. We  wsi Lubczyna (oddalonej od Pucic 8 km.), znajduje się szeroka, piaszczysta plaża, ulubione miejsce letniego wypoczynku okolicznych mieszkańców ze strzeżonym kąpieliskiem. Nieopodal znajduje się port jachtowy i przystań oraz wypożyczalnia sprzętu pływającego.
Okoliczne miejscowości: Czarna Łąka, Kliniska Wielkie, Załom.